# Gabons damlandslag i volleyboll
Gabons damlandslag representerar Gabon i volleyboll på damsidan. Laget deltog i kvalet till VM 2014.